# Filostachys
Filostachys (Phyllostachys Siebold & Zuccarini) – rodzaj bambusów należący do rodziny wiechlinowatych (traw). Obejmuje około 80 gatunków występujących na stanowiskach naturalnych w Chinach, a introdukowanych do wielu innych azjatyckich krajów.
Wybrane gatunki znajdują zastosowanie jako rośliny ozdobne, niektóre z nich mogą być z powodzeniem uprawiane w warunkach klimatycznych Polski.

## Morfologia
Charakterystyczny dla rodzaju jest rozłogowy typ wzrostu.  Pędy z bruzdą, lub przynajmniej spłaszczone po stronie gdzie wyrastają gałązki. W węźle zazwyczaj po dwie gałązki. Liście  średnie lub małe,  wąskie, z wierzchu gładkie, ale od spodu często z włoskami wzdłuż nerwów.

## Systematyka
Pozycja systematyczna według APweb (aktualizowany system APG IV z 2016)
Rodzaj należący do rodziny wiechlinowatych (Poaceae), rzędu wiechlinowców (Poales). W obrębie rodziny należy do podrodziny Bambusoideae, plemienia Bambuseae.
Pozycja w systemie Reveala (1994–1990)
Gromada okrytonasienne (Magnoliophyta Cronquist), podgromada Magnoliophytina Frohne & U. Jensen ex Reveal, klasa jednoliścienne (Liliopsida Brongn.), podklasa komelinowe (Commelinidae Takht.), nadrząd Juncanae Takht., rząd wiechlinowce (Poales Small), rodzina wiechlinowate (Poaceae (R. Br.) Barnh.), rodzaj filostachys.
Wybrane gatunki uprawiane w Polsce
- filostachys ciemnopochwowy (Phyllostachys atrovaginata C.S.Chao & H.Y.Zou)
- filostachys złotobruzdowy (Phyllostachys aureosulcata McClure)
- filostachys Bisseta (Phyllostachys bissetii McClure)
- filostachys niski (Phyllostachys humilis Muroi)
- filostachys nagi (Phyllostachys nuda McClure)
- filostachys drobnolistny (Phyllostachys parvifolia C.D.Chu & H.Y.Zou)